# سفرنامه‌نویسان ایرانی و غرب
کرزن در فهرست سیاحان اروپایی که فقط در فاصلهٔ سالهای ۱۸۹۱–۱۸۰۰ به ایران مسافرت کرده‌اند، از ۱۹۲ نفر نام برده‌است. اما از ایران به اروپا نیز افرادی در قالب دیپلمات و کنسول، تجار، سیاحان و مهاجرین ایرانی به بعضی از کشورهای اروپایی و کشورهایی چون هند و عثمانی که تحت تأثیر تحولات فکری، سیاسی، اجتماعی، اقتصادی و فرهنگیغرب قرارداشتند سفر نمودند؛ و زمینه مهمی برای نخستین آگاهی‌های جدید دربارهٔ غرب و نوآوری‌های و پیشرفت‌های نوین غرب در زمینه‌های مختلف را فراهم آوردند. در این میان آثار مکتوب نخستین سفرنامه نویسان ایرانی عصر قاجاریه دربارهٔ غرب و شرح مشاهدات و خاطرات آنان از جوامع غربی در شکل گیری تجدد ایرانی نقشی حایز اهمیت داشته است.
1. عبداللطیف مولوی شوشتری که سال‌ها در هندوستان زندگی کرد، پس از بازگشت به ایران در قسمتی از کتاب معروف <تحفه العالم> خود که آن را در سال ۱۲۱۶ ق/ ۱۸۰۱ م به نگارش درآورد، دربارهٔ برخی از نوآوری‌ها و پیشرفت‌های علمی غرب در زمینه‌های مختلفی چون پزشکی، صنایع، امور نظامی، اصلاحات مذهبی در غرب، اصلاحات در ساختار و نمادهای دادگستری، تقسیم و تفکیک قوا، برابری همه مردم در برابر قانون، اصول دموکراسی در غرب، وجود مجلس شورای ملی و انتخابات آزاد و محدود بودن قدرت و اختیاراتپادشاه در حکومت و جامعه، ۱ آگاهی‌هایی را به دست داده‌است.
2. آقا احمد بهبهانی نیز که در سال ۱۲۱۹ ق۱۸۰۴۴ م به هندوستان سفر کرده بود، در کتاب «مرات الاحوال جهان نما» آگاهی‌هایی را دربارهٔ نوگرایی و پیشرفت‌های غرب در زمینه‌های مختلفی چون شیوه‌های آموزشی نوین، آموزشگاه‌ها و آموزش رایگان برای فقرا، پیشرفت‌های پزشکی، درمانی و بهداشتی، صنعت چاپ و انتشار کتاب و مطبوعات، تساوی حقوقی همه مردم از شاه تا رعیت در برابر قانون و محدود بودن قدرت و اختیارات پادشاه، اصل تفکیک قوا و نقش پارلمان و نمایندگان مردم در حکومت و جامعه به دست داده‌است.
3. میرزا ابوالحسن شیرازی معروف به ایلچی که در سال ۱۲۲۴ ق۱۸۰۹۹ م به‌عنوان یک دیپلمات ایرانی به لندن عزیمت کرده بود، پس از بازگشت به ایران در سفرنامه‌ای با نام <حیرت نامه سفر> آگاهی‌هایی را در زمینه نوآوری‌ها و پیشرفت‌های روزافزون علمی، صنعتی، معماری، شهری، بهداشتی، نظامی، کشاورزی، نظام مالیاتی و شیوه‌های نوین اداری انگلیسی و حکومت دموکراسی پارلمانی در غرب و نقش مردم و نمایندگان آنان درپارلمان برای تصمیم گیری‌های در حکومت و جامعه ارائه کرده‌است.
4. میرزا صالح شیرازی از دیگر ایرانیانی بود که در سفرنامه‌های خوده دربارهٔ تاریخ روسیه، انگلیس و اروپا و همینطور نهادهای نوین در جهان غرب ختلف اطلاعاتی دقیق ارائه کرده‌است.
5. سلطان الواعظین نیز یکی دیگر از پیشگامان آشنایی ایرانیان با غرب و نوآوری و پیشرفت‌های غرب در سده نوزدهم میلادی بود که حاصل مشاهدات و یادداشت‌های خود در چندین سال اقامت در هندوستان را در سال ۱۲۳۱ ق / ۱۸۱۶م به نگارش درآورد. او در قسمت‌های متعددی از سفرنامه خود دربارهٔ پیشرفت‌های جدید غرب اصلاحات سودمندی را به دست داده‌است. سلطان الواعظین با اشاره به آزادی مطبوعات در انگلستان، تصریح کرد که در غرب، نویسنده حق دارد:"اگر امر قبیحی از یکی از بزرگان حتی از فرمانفرما یا از پادشاه شنود یا ببیند، نویسد و احتیاط نکند. او همچنین دربارهٔ شیوه حکومت دموکراسی در غرب و نظام کشورداری انگلستان نیز آگاهی‌هایی را ارائه کرد. دربارهٔ تقسیم وتفکیک قوا محدود بودن قدرت و اختیارات شاه و نقش مردم و پارلمان در حکومت و جامعه چنین نوشته‌است:خانه بسیار عالی بنا نهادند و او را به بیت الشورا مسمی ساختند و بر رعایای تمامی قلمرو حکم کردند که از جانب خود هرکه را که قابل و لایق دانند وکیل کنند که در پایتخت سلطانی حاضر باشند تا امور تمامی به مشورت همگی انجام یابد...[و از آنرو که] اگر سلطان در امور سلطنت و مملکت داری مستقل و خود رای باشد، بسی مفاسد روی خواهد داد،... رای بدین قرار گرفت...[که پادشاه مسلوب الاختیار در امر سلطنت گردد.

به هر حال این سفرنامه نویسان از جمله: میرزا زین العابدین شیروانی، موسوی شوشتری، ایلچی، بهبهانی، سلطان الواعظین، رضاقلی میرزا، میرزا ابوطالب غفاری مشهور به امین الدوله، و میرزا صالح شیرازی، از آن رو که با توصیف نهادهای مدرن، الگوهای نوگرایی و پیشرفت‌های جوامع غربی - در روزگار و شرایطی که عقب ماندگی روح حاکم بر حکومت و جامعه ایران بود - شناختی نسبی از دلایل پیشرفت در فرنگستان ارائه کردند و زمینه را برای تحولات دوران مشروطه فراهم نمودند، ارزشمند و دارای اهمیت هستند.